# 加布丽埃莱·屈恩
加布丽埃莱·屈恩（德語：Gabriele Kühn，1957年3月11日—），旧姓洛斯（Lohs），德国女子赛艇运动员。她曾代表东德参加1976年和1980年夏季奥林匹克运动会赛艇比赛，获得二枚金牌。